# Pojàrske (Crimea)
|  | Per a altres significats, vegeu «Pojàrskoie». |

Pojàrske (en (ucraïnès): Пожарське, en rus: Пожарское, Pojàrskoie) és un poble de la República Autònoma de Crimea a Ucraïna, que el 2014 tenia 1.426 habitants. Pertany al districte de Simferòpol.